# Castañedo (Lugo)
Castañedo (llamada oficialmente Santiago de Castañedo) es una parroquia y una aldea española del municipio de Navia de Suarna, en la provincia de Lugo, Galicia.

## Organización territorial
La parroquia está formada por seis entidades de población:
- Castañedo
- Coea
- Covas (As Covas)
- Lencias
- Mosteirín
- San Estebo (Santestevo)

## Demografía

### Parroquia
| Gráfica de evolución demográfica de Castañedo (parroquia) entre 2000 y 2020 |
|                                                                             |
| Datos según el nomenclátor publicado por el INE.                            |

### Aldea
| Gráfica de evolución demográfica de Castañedo (aldea) entre 2000 y 2020 |
|                                                                         |
| Datos según el nomenclátor publicado por el INE.                        |